# River Down Below
River Down Below – singel warszawskiego zespołu Riverside wydany 7 września 2018 roku.

## Lista utworów
| 1. | „River Down Below” (edit) | 4:25  |
|    |                           |       |
|    |                           | 04:25 |
|    |                           |       |

## Twórcy
- Mariusz Duda – wokal, gitara akustyczna i elektryczna, gitara basowa, piccolo bass
- Piotr Kozieradzki – perkusja
- Michał Łapaj – klawiatura, organy Hammonda

## Listy przebojów
| Lista (2018)                       | Najwyższa pozycja |
| ---------------------------------- | ----------------- |
| Lista przebojów Programu Trzeciego | 1                 |